# 2000年夏季残疾人奥林匹克运动会瓦努阿图代表团
2000年夏季残疾人奥林匹克运动会瓦努阿图代表团是瓦努阿图派出的2000年夏季残疾人奥林匹克运动会代表团。未获得奖牌。